# Versuchung Jesu

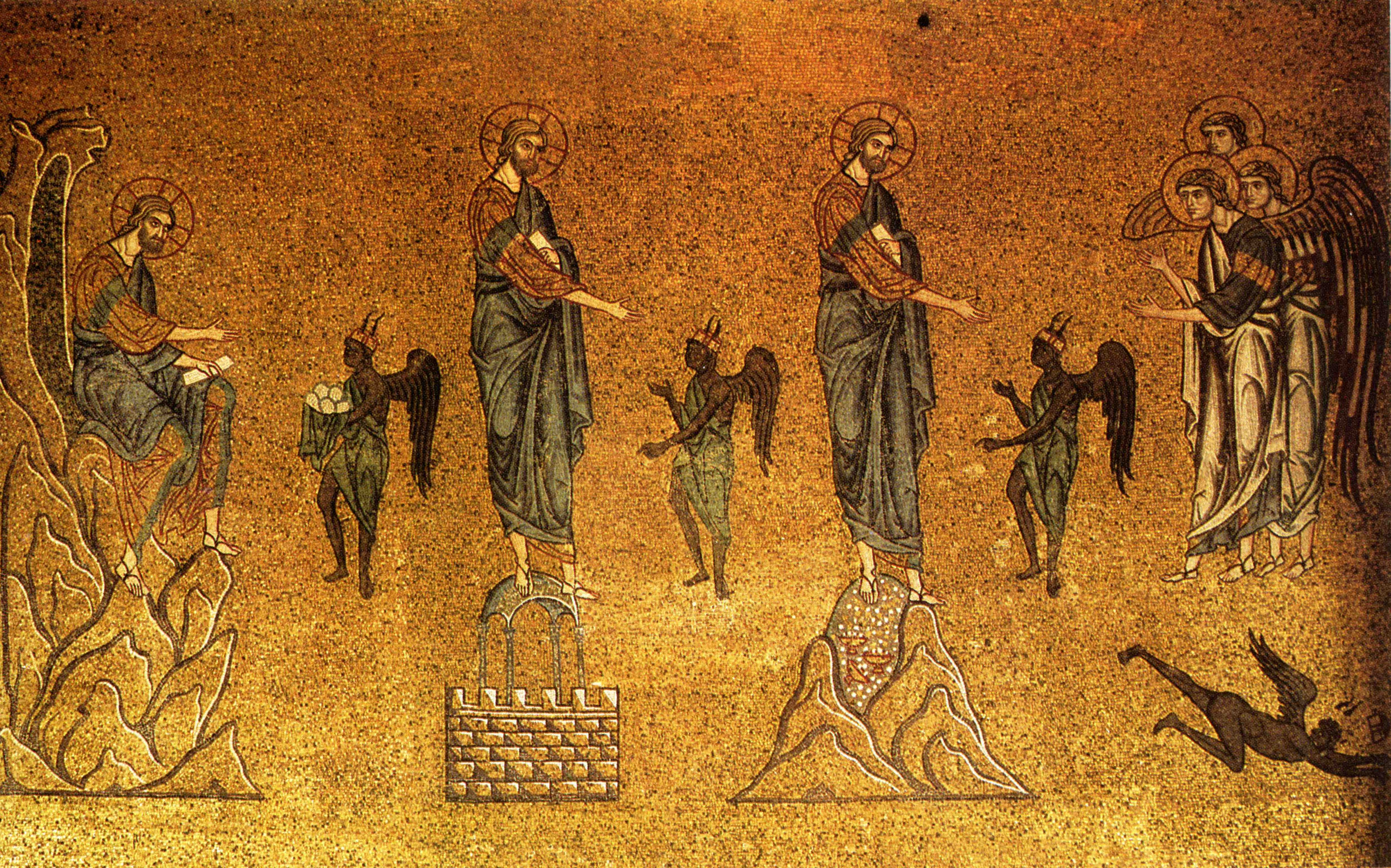
Die Versuchungen Christi, Mosaik aus dem 13. Jahrhundert im Markusdom (Venedig)

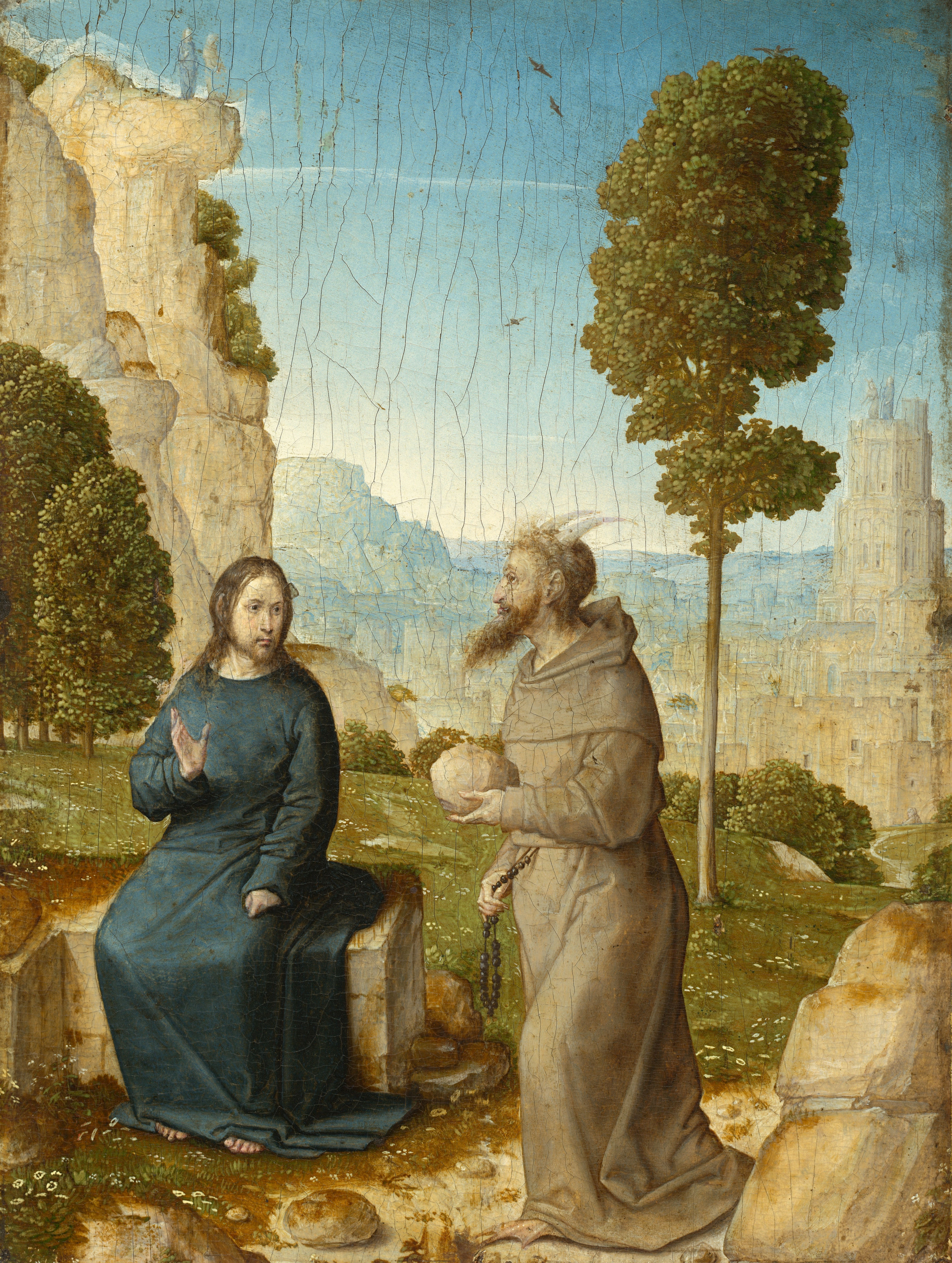
Juan de Flandes: Die Versuchung Christi

Die Versuchung Jesu ist eine Episode, die in den drei synoptischen Evangelien des Neuen Testaments erwähnt wird: Jesus von Nazaret fastet allein in der Wüste und widersteht dabei den Versuchungen des Teufels, die ihn heimsuchen. Der Überlieferung nach fand dies auf dem Berg der Versuchung im heutigen Westjordanland statt.

## Darstellung in der Bibel
Im Evangelium nach Markus heißt es nur unmittelbar nach der Taufe Jesu:

„12 Danach trieb der Geist Jesus in die Wüste. 13 Dort blieb Jesus vierzig Tage lang und wurde vom Satan in Versuchung geführt. Er lebte bei den wilden Tieren und die Engel dienten ihm.“

In der Taufe kam der Geist Gottes auf Jesus herab; dieser Geist führt ihn nun zuerst in die Wüste. An die Versuchungsepisode schließt sich dann der erste öffentliche Auftritt Jesu in Galiläa an; die Versuchung selbst ist also der Vorbereitung auf sein Wirken zuzurechnen.
Bei Matthäus und Lukas findet sich eine gleichursprüngliche Darstellung, die drei Versuchungen umfasst:
|               | nach dem Evangelium nach Matthäus, Kap. 4 | nach dem Evangelium nach Lukas, Kap. 4 |
| ------------- | --- | --- |
| Hinführung    | 1 Dann wurde Jesus vom Geist in die Wüste geführt; dort sollte er vom Teufel in Versuchung geführt werden. 2 Als er vierzig Tage und vierzig Nächte gefastet hatte, bekam er Hunger. | 1 Erfüllt vom Heiligen Geist, verließ Jesus die Jordangegend. Darauf führte ihn der Geist vierzig Tage lang in der Wüste umher, 2 und dabei wurde Jesus vom Teufel in Versuchung geführt. Die ganze Zeit über aß er nichts; als aber die vierzig Tage vorüber waren, hatte er Hunger.                                                                    |
| 1. Versuchung | 3 Da trat der Versucher an ihn heran und sagte: Wenn du Gottes Sohn bist, so befiehl, dass aus diesen Steinen Brot wird. | 3 Da sagte der Teufel zu ihm: Wenn du Gottes Sohn bist, so befiehl diesem Stein, zu Brot zu werden. |
| Antwort       | 4 Er aber antwortete: In der Schrift heißt es: Der Mensch lebt nicht nur von Brot, sondern von jedem Wort, das aus Gottes Mund kommt. | 4 Jesus antwortete ihm: In der Schrift heißt es: Der Mensch lebt nicht nur von Brot. |
| 2. Versuchung | 5 Darauf nahm ihn der Teufel mit sich in die Heilige Stadt, stellte ihn oben auf den Tempel 6 und sagte zu ihm: Wenn du Gottes Sohn bist, so stürz dich hinab; denn es heißt in der Schrift: Seinen Engeln befiehlt er, dich auf ihren Händen zu tragen, damit dein Fuß nicht an einen Stein stößt. | 5 Da führte ihn der Teufel (auf einen Berg) hinauf und zeigte ihm in einem einzigen Augenblick alle Reiche der Erde. 6 Und er sagte zu ihm: All die Macht und Herrlichkeit dieser Reiche will ich dir geben; denn sie sind mir überlassen und ich gebe sie, wem ich will. 7 Wenn du dich vor mir niederwirfst und mich anbetest, wird dir alles gehören. |
| Antwort       | 7 Jesus antwortete ihm: In der Schrift heißt es auch: Du sollst den Herrn, deinen Gott, nicht auf die Probe stellen. | 8 Jesus antwortete ihm: In der Schrift steht: Vor dem Herrn, deinem Gott, sollst du dich niederwerfen und ihm allein dienen. |
| 3. Versuchung | 8 Wieder nahm ihn der Teufel mit sich und führte ihn auf einen sehr hohen Berg; er zeigte ihm alle Reiche der Welt mit ihrer Pracht 9 und sagte zu ihm: Das alles will ich dir geben, wenn du dich vor mir niederwirfst und mich anbetest.                                                          | 9 Darauf führte ihn der Teufel nach Jerusalem, stellte ihn oben auf den Tempel und sagte zu ihm: Wenn du Gottes Sohn bist, so stürz dich von hier hinab; 10 denn es heißt in der Schrift: Seinen Engeln befiehlt er, dich zu behüten; 11 und: Sie werden dich auf ihren Händen tragen, damit dein Fuß nicht an einen Stein stößt.                        |
| Antwort       | 10 Da sagte Jesus zu ihm: Weg mit dir, Satan! Denn in der Schrift steht: Vor dem Herrn, deinem Gott, sollst du dich niederwerfen und ihm allein dienen. | 12 Da antwortete ihm Jesus: Die Schrift sagt: Du sollst den Herrn, deinen Gott, nicht auf die Probe stellen. |
| Schluss       | 11 Darauf ließ der Teufel von ihm ab und es kamen Engel und dienten ihm. | 13 Nach diesen Versuchungen ließ der Teufel für eine gewisse Zeit von ihm ab. |

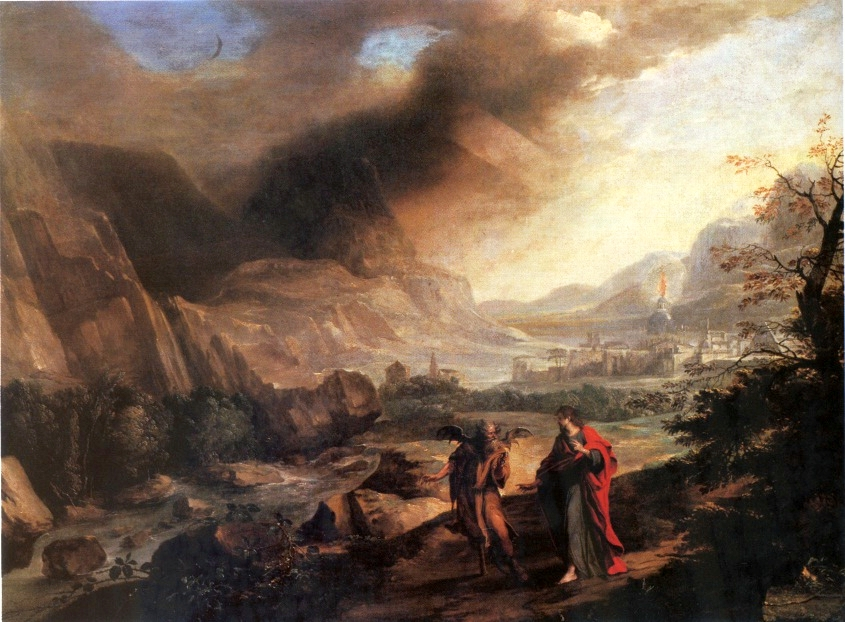
Philips Augustijn Immenraet: Die Versuchung Christi

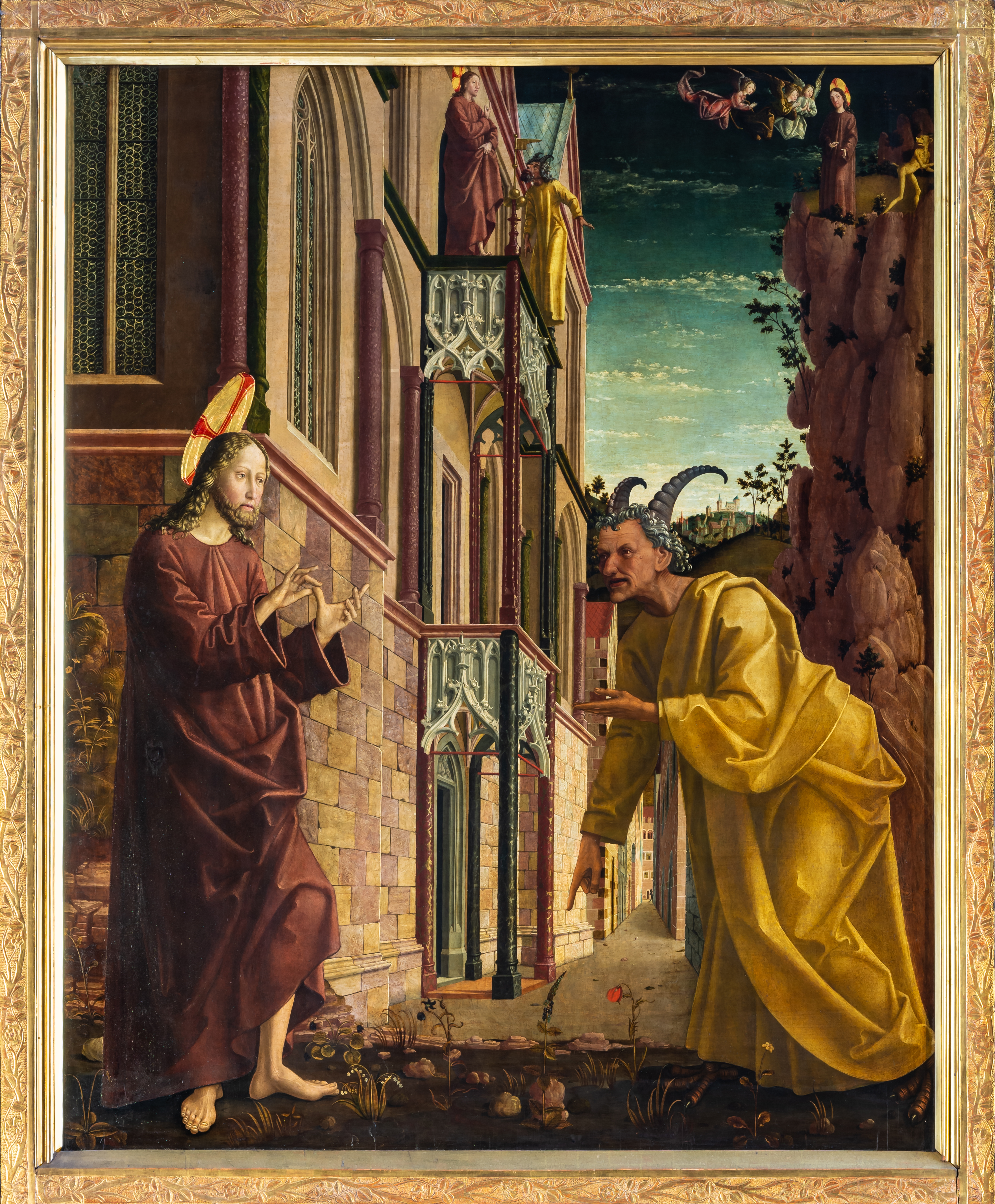
Die Versuchung Jesu auf der Sonntagsseite des Pacher-Altars von St. Wolfgang

Auf folgende alttestamentlichen Stellen wird Bezug genommen:
- Dtn 8,3 EU: Er wollte dich erkennen lassen, dass der Mensch nicht nur von Brot lebt, sondern dass der Mensch von allem lebt, was der Mund des Herrn spricht.
- Ps 91,11f. EU: Denn er befiehlt seinen Engeln, dich zu behüten auf all deinen Wegen. / Sie tragen dich auf ihren Händen, damit dein Fuß nicht an einen Stein stößt.
- Dtn 6,16 EU: Ihr sollt den Herrn, euren Gott, nicht auf die Probe stellen.
- Dtn 5,9 EU: Du sollst dich nicht vor anderen Göttern niederwerfen und dich nicht verpflichten, ihnen zu dienen. und 6,13 EU: Den Herrn, deinen Gott, sollst du fürchten; ihm sollst du dienen, bei seinem Namen sollst du schwören.

Alle diese Stellen haben mit der Wüstenwanderung zu tun. Die Erwähnung von „vierzig Tagen und vierzig Nächten“ wird häufig mit Ex 24,18  in Verbindung gebracht bzw. symbolisch gedeutet.

## Textgattung und Herkunft
Als Textquelle wird hypothetisch die Logienquelle Q angenommen. Bei Matthäus und Lukas sind die zweite bzw. dritte Versuchung vertauscht. Da sich in der Matthäus-Version eine Steigerung erkennen lässt, gilt sie als die ursprüngliche, während Lukas die Versuchung des Weltkönigtums wegen der Bedeutung des Jerusalemer Tempels als Pointe zuletzt nennt. Auf die Passion als Höhepunkt seines Evangeliums spielt Lukas auch an mit der abschließenden Bemerkung, der Teufel ließ „für eine gewisse Zeit“ von Jesus ab.
Dass Jesus eine Zeit lang in der Wüste weilte, kann als historisch angenommen werden. Die Versuchungsgeschichte selbst nimmt in ihrer Form und Gattung eine Sonderstellung ein – Augenzeugen kommen nicht in Frage und eine historisch-wörtliche Auslegung scheitert an der Tatsache, dass man nicht auf „alle Reiche der Welt“ hinabsehen kann. Manche Exegeten deuten die Geschichte daher so, dass sie sich im Inneren von Jesus als eine Art Vision abgespielt habe.

## Auslegung

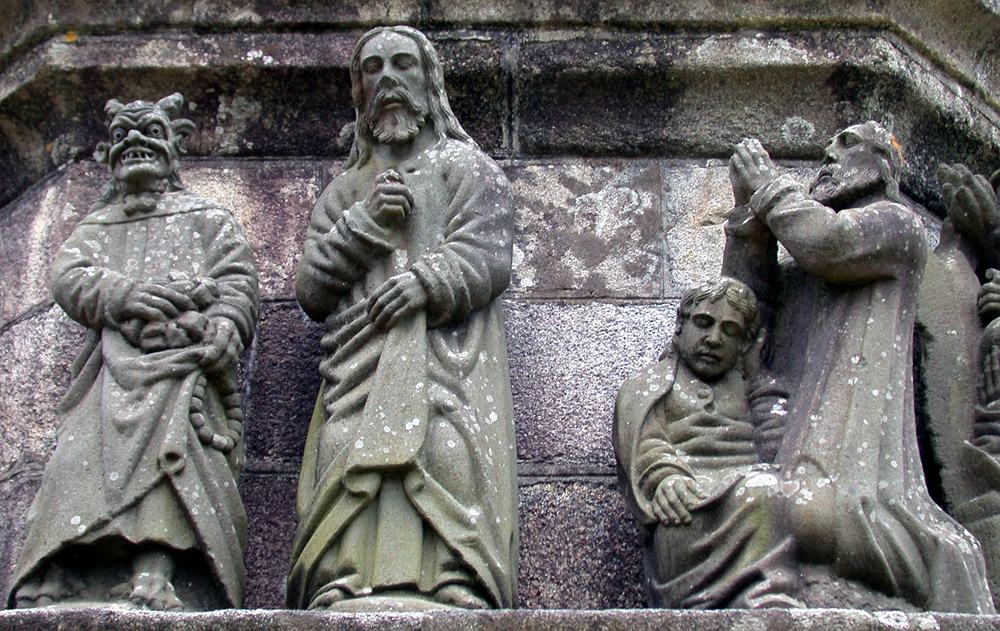
Französisches Relief

### Paränetische Auslegung
Dass (der Mensch) Jesus den Versuchungen des Satans widersteht, kann als Mahnung (Paränese) an den Gläubigen gelesen werden: Den Versuchungen muss gottesgehorsam widerstanden werden, wobei vor dem gewarnt wird, was vom Teufel ist. Dieser Ansatz wurde von den früheren Kirchenvätern geprägt.

### Christologische Auslegung

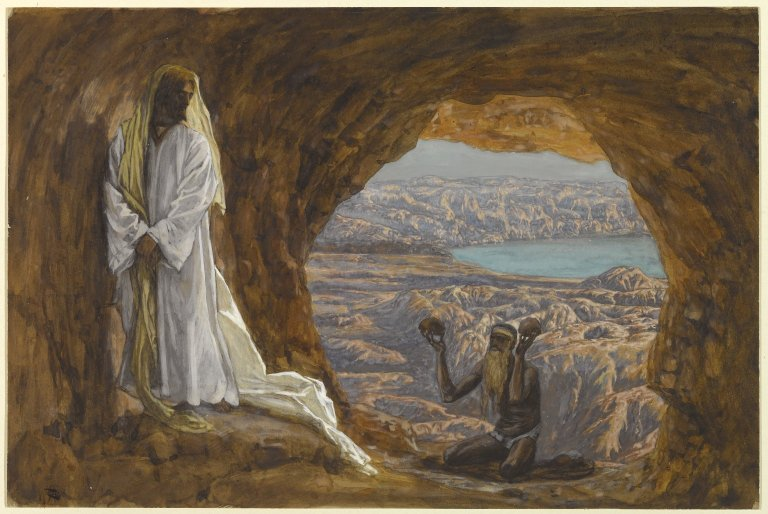
James Tissot: Jesus wird in der Wüste in Versuchung geführt. (Brooklyn Museum)

Die Versuchungsgeschichte entfaltet eine Christologie, in der Jesus seinem göttlichen Auftrag in der Bindung an das Wort Gottes treu bleibt. Sein Bestehen der Versuchungen entspricht nach der Taufe dem ganzen Finden seiner Identität als Gottes- und Menschensohn und steht in den Evangelien für seine Messianität als Prophet, Priester und König – nicht aber als politischer Messias.
Der Brief an die Hebräer wusste offensichtlich von der Versuchung Jesu:

„Darum musste er in allem seinen Brüdern gleich sein, um ein barmherziger und treuer Hohepriester vor Gott zu sein und die Sünden des Volkes zu sühnen. Denn da er selbst in Versuchung geführt wurde und gelitten hat, kann er denen helfen, die in Versuchung geführt werden.“

„Wir haben ja nicht einen Hohenpriester, der nicht mitfühlen könnte mit unserer Schwäche, sondern einen, der in allem wie wir in Versuchung geführt worden ist, aber nicht gesündigt hat.“

Jesus – ganz Mensch – ringt in der Versuchungsepisode also um seinen Weg mit dem Ergebnis, dass er nicht nur in seinem Sterben, sondern auch in seinem Leben den ganzen menschlichen Weg durchschreiten und durchleiden muss, um zur Erlösung zu finden.

### Steine zu Brot

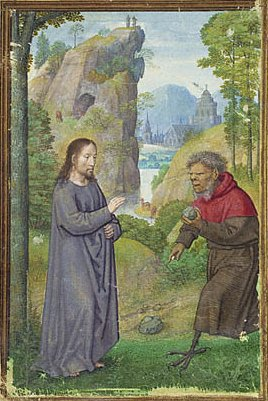
Simon Bening: Die Versuchung Christi. (Der Teufel kommt mit einem Stein zu Jesus, den er in Brot verwandeln soll)

Die Versuchung besteht darin, dass Jesus seine Vollmacht einsetzen soll, um sich aus der Situation des Mangels (Hunger) zu befreien. Jesu Ablehnung kann auf zweierlei Arten gedeutet werden:
- Das Wort Gottes ist als eigentliche Lebensquelle dem Brot übergeordnet. Der Gehorsam gegenüber Gott und seinem Wort ist wichtiger als die Suche nach materieller Nahrung und Wohlergehen, auch wenn dies ein schwieriger Weg ist (Jesus willigt bewusst ein, hungrig zu sein). Entsprechend sagen die Spötter unter dem Kreuz: „Wenn du der Sohn Gottes bist, dann steig doch herab vom Kreuz“ (Mt 27,40 EU). Die Versuchung besteht darin, dem Leid aus dem Weg zu gehen. Siehe auch: Brot des Lebens.
- Gott hat die Macht, den Menschen auch ohne Brot am Leben zu erhalten und zu „nähren“. Das Stattgeben der Versuchung würde ein Verrat des Vertrauens in Gott bedeuten. Die Quelle des Lebens liegt nicht im Menschen selbst, sondern entspringt jenseits von ihm – Menschlichkeit impliziert Bedürftigkeit. Die Versuchung besteht in der Illusion der Selbstsuffizienz. Für diese Deutung spricht, dass Gott durch die ihm nach (Markus und) Matthäus dienenden Engel Jesus schließlich tatsächlich „versorgt“.

### Hinabstürzen vom Tempel
In der zweiten Versuchung nach Matthäus bzw. der dritten nach Lukas soll sich Jesus vom Jerusalemer Tempel, auf den der Teufel ihn führt, hinabstürzen, um den Schutz Gottes zu erproben. Dass der Teufel dabei selbst aus der Schrift zitiert, kann so interpretiert werden, dass der Bibeltext „missbraucht“ werden kann, das heißt um eigene Vorstellungen zu „beweisen“.
Das Motiv, dass Jesus keine göttliche Rettung für sich beansprucht, findet sich in der Passion wieder:
- Im Gehorsam zum Wort Gottes fordert Jesus keine göttliche Rettung, bevor „das Werk vollbracht ist“: Oder glaubst du nicht, mein Vater würde mir sogleich mehr als zwölf Legionen Engel schicken, wenn ich ihn darum bitte? Wie würde dann aber die Schrift erfüllt, nach der es so geschehen muss? (Mt 26,53f. EU).
- Die Schriftgelehrten, die den Gekreuzigten verspotten, meinen, Jesus hätte Anspruch auf Gottes Eingreifen: Er hat auf Gott vertraut: der soll ihn jetzt retten, wenn er an ihm Gefallen hat; er hat doch gesagt: Ich bin Gottes Sohn. (Mt 27,43 EU).
- Bei der Zeichenforderung lehnt Jesus es ab, sich durch göttliche Zeichen zu seinen Gunsten auszuweisen und verweist auch auf das „Zeichen des Jona“ (Mt 12,40 EU).

Damit akzeptiert Jesus gänzlich die Beschränkungen, die es mit sich bringt, Mensch zu sein – bei dieser zweiten Versuchung namentlich, verletzbar und sterblich zu sein.

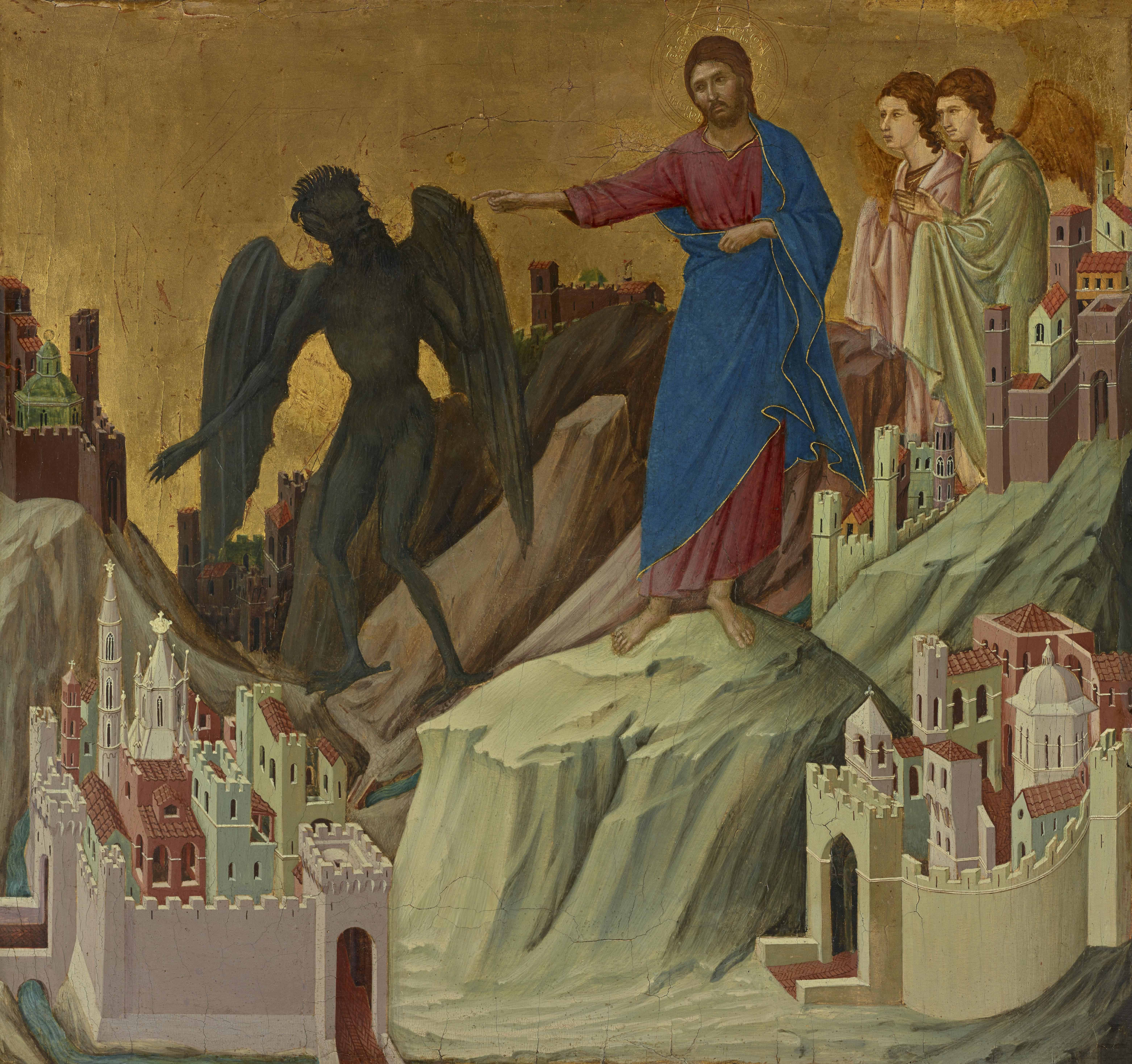
Duccio di Buoninsegna: Der Teufel zeigt Jesus die Welt

### Weltkönigtum
In der nach Matthäus dritten Versuchung präsentiert sich der Teufel als der „Herr dieser Welt“ und gewährt Jesus weltliches Königtum unter der Bedingung, ihn anzubeten. Damit ist die Absicht des Teufels, Jesu Verbindung zu Gott zu lösen.
Jesu Entgegnung „Weg mit dir, Satan!“ (Ὕπαγε, σατανᾶ Hypage satanā) findet sich wörtlich auch in Mt 16,23  an Petrus gerichtet: Auch Petrus kritisiert verständnislos Jesu Entschluss, seinen Weg durch das Leiden und das Kreuz zu gehen, um so zur Herrlichkeit Gottes zu gelangen. Beidesmal stellt Jesus das, „was Gott will“, über das, „was die Menschen wollen“; der Satan bietet hingegen „Macht ohne Leiden“ bzw. „Herrschaft am Kreuz vorbei“ an.
Erlösung besteht in der Vereinigung des Himmlischen und des Irdischen; wirkliche, echte und wahre Macht hat nur der, der sie im Himmel und auf der Erde hat. In diesem Sinn sagt der Auferstandene zu seinen Jüngern wiederum „auf dem Berg“ (Mt 28,16 ): „Mir ist alle Macht gegeben im Himmel und auf der Erde.“ (28,18 ).

### Die Markusversion – Jesus als Neuer Adam

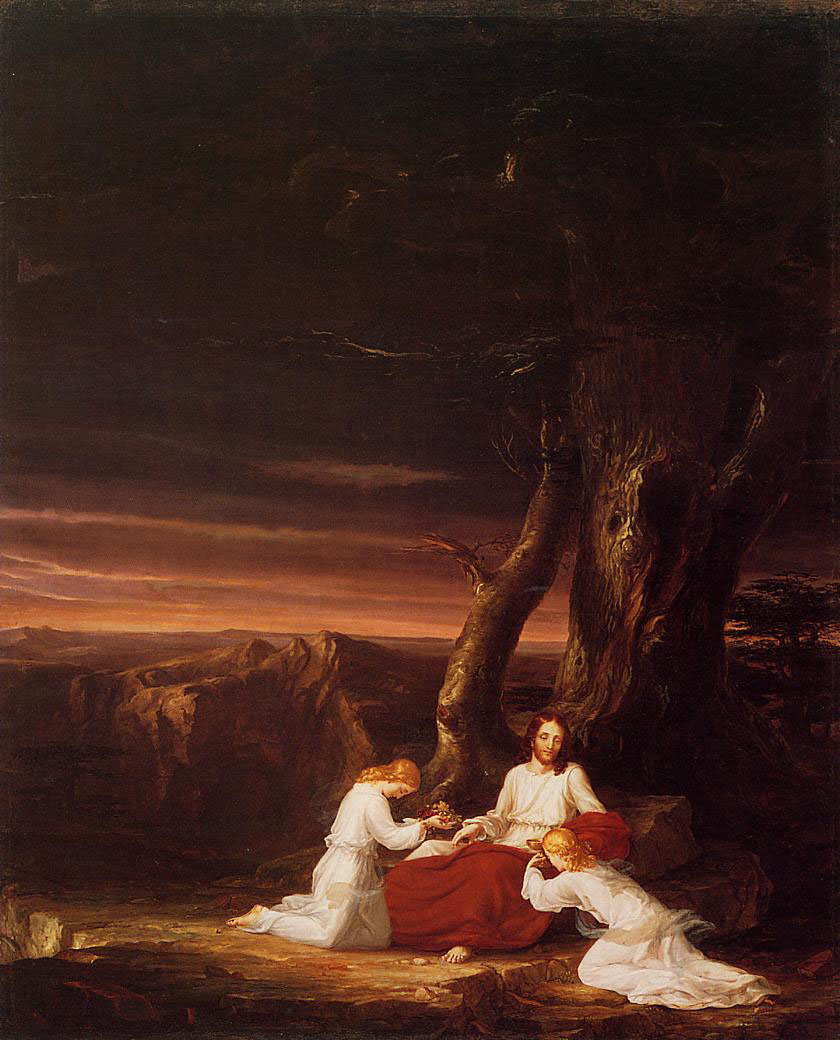
Thomas Cole: Engel dienen Christus in der Wüste (1843)

Die Versuchung Jesu kann im Kontext der Versuchung Adams im Paradies gesehen werden: Während Adam der Versuchung unterlag, widersteht Jesus ihr und ist somit der „Neue Adam“, der die Schuld des ersten tilgt. Dieser Ansatz lässt sich vor allem in der Markus-Darstellung erkennen: die „Wüste“ mit den „wilden Tiere“ verweist kontrastierend auf den Paradiesgarten; nach spätjüdischer Überlieferung wurde auch Adam von Engeln gespeist. Mit Jesus beginnt die eschatologische „Wiederherstellung“ des Paradieses.

## Liturgisches
Die katholische Leseordnung ordnet die Versuchungsgeschichte dem 1. Fastensonntag zu: Die Perikope Matthäus 4,1–11 wird im Lesejahr A, Markus 1,12–14 im Lesejahr B und Lukas 4,1–13 im Lesejahr C gelesen.

## Künstlerische und kulturelle Rezeption
Der versuchte Jesus wurde immer wieder Thema in Kunst und Literatur. Literarisch verarbeitet ist es beispielsweise in dem Gedicht Paradise Regained von 1671 des englischen Dichters John Milton, der Geschichte Der Großinquisitor (enthalten im Roman Die Brüder Karamasow) von F. M. Dostojewski und in belehrender Absicht in W. S. Maughams Roman Auf Messers Schneide.
Der umstrittene Film Die letzte Versuchung Christi thematisiert Jesus als Versuchten ebenso wie Jesus von Montreal, in dem Daniel, welcher Jesus parodiert, vom Anwalt R. Cardinal über den Dächern von Montreal das Angebot bekommt, dessen Persönlichkeit zu vermarkten, wenn er ihm dient.
Vertont wurde Jesu Versuchung unter anderem von Günter Raphael (1934), Gustav Gunsenheimer (Die Versuchung Jesu (1968)) und Rudolf Mors (1985).
In Agatha Christies Erzählung „Die Versuchung“ erscheint Maria kurz nach Jesu Geburt ein Engel und zeigt ihr die Zukunft ihres Sohnes bis zu seiner Kreuzigung. Er sagt, sie habe die Wahl, ihrem Sohn diese Leiden zu ersparen; dann werde er ihn in seine Arme nehmen und zu Gott zurückbringen. Maria entscheidet sich gegen dieses Angebot. Der Engel ist Luzifer, der nun hofft, Jesus später erfolgreich in Versuchung führen zu können.